# جيدو سيبورجا
جويدو سيبورجا، (الاسم المستعار لجويدو هيس) (10 أكتوبر 1909 - 13 فبراير 1990)، هو كاتب صحفي شاعر رسام إيطالي.